# Frengers
Frengers er Mews tredje album i rækken, og det første album der fik decideret international succes.
Navnet Frengers er en sammentrækning af ordene "Friends" og "Strangers", jf den engelske undertitel på albummet Not Quite Friends but Not Quite Strangers.
Albummet blev udgivet i 2003 af Mews eget pladeselskab Evil Office. Der blev udgivet fire singler fra albummer; "She Came Home For Christmas/That Time On The Ledge", "156", "Comforting Sounds" og "Am I Wry? No"
GAFFA skrev bl.a.: "Hvis drømmene havde vinger, ville danske Mew uden tvivl være hovedeksponenter for disse... Med Frengers tager Mew os med derud, hvor drømmene aldrig hører op, og træder i karakter som et af de mest personlige bands i danmark".

## Spor
1. Am I Wry? No
2. 156
3. Snow Brigade
4. Symmetry
5. Behind the Drapes
6. Her Voice Is Beyond Her Years
7. Eight Flew Over, One was Destroyed
8. She Came Home for Christmas
9. She Spider
10. Comforting Sounds